# Birdsall (Nueva York)
Birdsall es un pueblo ubicado en el condado de Allegany en el estado estadounidense de Nueva York. En el año 2000 tenía una población de 268 habitantes y una densidad poblacional de 2,9 personas por km².

## Geografía
Birdsall se encuentra ubicado en las coordenadas 42°23′29″N 77°55′13″O / 42.39139, -77.92028.

## Demografía
Según la Oficina del Censo en 2000 los ingresos medios por hogar en la localidad eran de $21 705 y los ingresos medios por familia eran de $31 250. Los hombres tenían unos ingresos medios de $29 286 frente a los $22 500 de las mujeres. La renta per cápita de la localidad era de $12 859. Alrededor del 28,8% de la población estaba por debajo del umbral de pobreza.